# Gérard Blaize

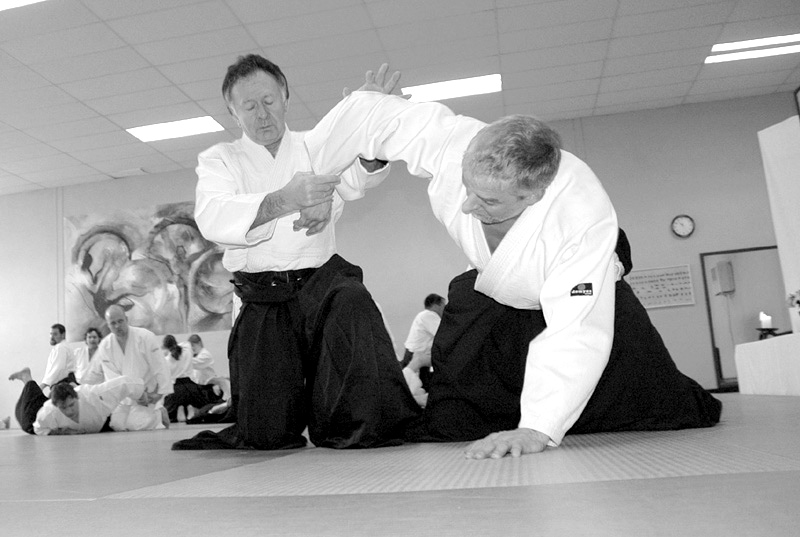
Gérard Blaize beim Training mit Dirk Becker

 Gérard Blaize  (* 17. August 1946 in Toulouse) ist ein französischer Lehrer für Aikidō, Masakatsu Bōjutsu und Jōdō. Er besitzt den 8. Dan Aikikai (Tokio), 5. Dan Masakatsu Bōjutsu (verliehen von Hikitsuchi Michio) und den  7. Dan Jōdō (Shinto Muso Ryu).

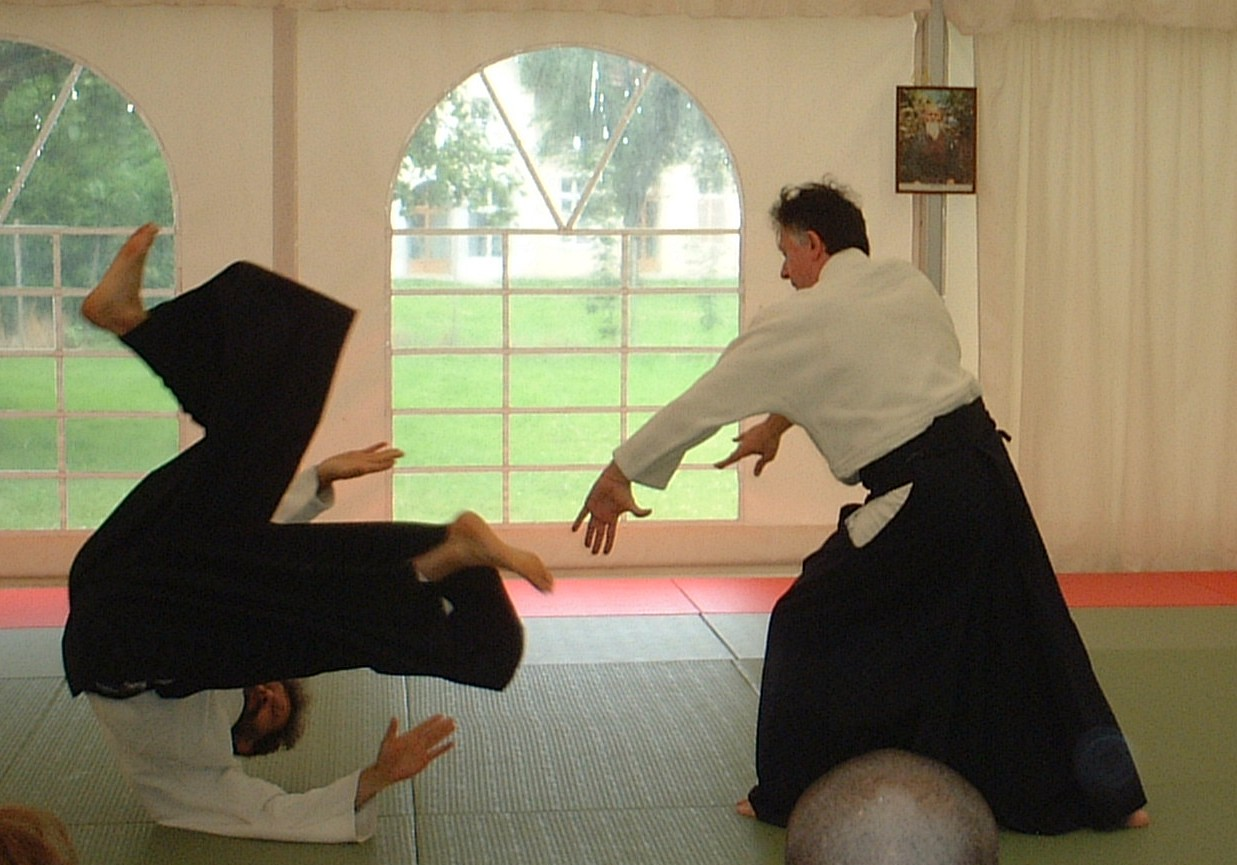
Gérard Blaize in Chamblay

## Biografie
Blaize begann unter der Leitung von Pierre Brousse Judō und Aikidō zu trainieren. Später lebte er fünfeinhalb Jahre in Japan, wo er im Aikikai Honbu Dōjō in Tokio sein Wissen über Aikidō vertiefte, unter anderem bei Kisshōmaru Ueshiba und von Seigo Yamaguchi. 
1975 begegnete er seinem späteren Lehrer Hikitsuchi Michio. Auf Antrag von Hikitsuchi Michio wurde Gérard Blaize am 26. April 1995 als erstem Nicht-Japaner überhaupt von Kisshomaru Ueshiba der 7. Dan im Aikikai Tokio verliehen.

## Trivia
Gérard Blaize ist zusammen mit Hikitsuchi Michio in Bernard Martinos Buch Les Chants de l'invisible vorgestellt worden.